# Fruit Cove
Fruit Cove és una concentració de població designada pel cens dels Estats Units a l'estat de Florida. Segons el cens del 2000 tenia 16.077 habitants.

## Demografia
Segons el cens del 2000, Fruit Cove tenia 16.077 habitants, 5.294 habitatges, i 4.600 famílies. La densitat de població era de 347,6 habitants/km².
Dels 5.294 habitatges en un 50,6% hi vivien nens de menys de 18 anys, en un 79,4% hi vivien parelles casades, en un 5,7% dones solteres, i en un 13,1% no eren unitats familiars. En el 10,9% dels habitatges hi vivien persones soles el 5% de les quals corresponia a persones de 65 anys o més que vivien soles. El nombre mitjà de persones vivint en cada habitatge era de 3,02 i el nombre mitjà de persones que vivien en cada família era de 3,26.
Per edats la població es repartia de la següent manera: un 32,3% tenia menys de 18 anys, un 4,3% entre 18 i 24, un 31,8% entre 25 i 44, un 23,9% de 45 a 60 i un 7,7% 65 anys o més.
L'edat mediana era de 37 anys. Per cada 100 dones de 18 o més anys hi havia 94,5 homes.
La renda mediana per habitatge era de 82.159 $ i la renda mediana per família de 84.791 $. Els homes tenien una renda mediana de 62.470 $ mentre que les dones 35.775 $. La renda per capita de la població era de 30.462 $. Entorn de l'1,6% de les famílies i l'1,9% de la població estaven per davall del llindar de pobresa.

## Poblacions més properes
El següent diagrama mostra les poblacions més properes.